# Artère métacarpienne dorsale
Les artères métacarpiennes dorsales (ou artères interosseuses dorsales de la main) sont quatre artères de la main, une pour chaque espace inter-métacarpien.

## Origine
Les artères métacarpiennes dorsales des deuxième, troisième et quatrième espaces inter métacarpien naissent du réseau carpien dorsal.
Celle du premier espace inter-métacarpien nait directement de l'artère radiale.

## Trajet
Les trois dernières artères métacarpiennes descendent sur les deuxième, troisième et quatrième muscles interosseux dorsaux de la main et bifurquent en deux artères digitales dorsales.
Près de leur origine, elles s'anastomosent avec l'arcade palmaire profonde et avec les artères digitales palmaires communes par des artères perforantes.
La première artère métacarpienne dorsale traverse les deux chefs du premier muscle interosseux dorsal. Parfois elle fait office de tronc commun de l'artère principale du pouce et de l'artère radiale de l'index.